# Атлетико Петролео до Намибе
Атлетико Петролео до Намибе(на португалски: Atletico Petroleos do Namibe, изговаря се Атлетику Петролеу ду Намиби) е анголски футболен отбор от град Намибе. Известен още под името Сонангол(на своя спонсор). Клубът играе домакинските си мачове на стадион Ещадио Жоаким Мораиш с капацитет 5000 зрители. През сезон 2007 Атлетико изпада от елитната анголска дивизия-Гирабола, като се класира на 11-о място от 14 отбора (отпадат последните 3).
Старши треньор е Фернандо Фрейта, а президент-Франсиско Гаспар.

## Успехи
- Купа на Ангола(2)-2001, 2004

## Цветове
Жълти фланелки, Сини гащета и чорапи.